# Mathias Ferslew Dalager
Mathias Ferslew Dalager (* Januar 1769 in Saqqaq; † 9. Februar 1843 in Trondheim) war ein grönländisch-dänisch-norwegischer Künstler.

## Leben
Mathias Ferslew Dalager war der Sohn des dänischen Kaufmanns Carl Dalager (1726–1799) und der Grönländerin Juliane Marie (1734–1817). Er wurde in der Kolonie Ritenbenk damals noch in Saqqaq geboren und wuchs ab 1771 in der Kolonie Jakobshavn in Ilulissat auf. Er besuchte die Schule in Helsingør und bekam eine Stelle als Schreiber für den nordgrönländischen Inspektor angeboten, besuchte aber lieber die Königlich Dänische Kunstakademie in Kopenhagen, wo er von Ernst Heinrich Løffler in dramatisch-heroischer Figurenmalerei ausgebildet wurde.
Mathias Ferslew Dalager war die erste Person grönländischer Abstammung mit einer Kunstausbildung. 1792 schuf er eine ovale Darstellung von Christi Himmelfahrt, die sich in Ilulissat befindet. Er wollte gerne als Künstler in Grönland leben, was aber nicht möglich war. Am 2. Mai 1795 heiratete er in Kopenhagen Martha Antonette Reinert. Schließlich wurde er 1796 Zeichenlehrer an der Realschule und der Waisenhausschule in Trondheim. Nebenher war er ein Porträtmaler, der bedeutende Personen porträtieren durfte. Daneben schuf er Stadtansichten und war er einer der ersten Schiffsporträtmaler Norwegens.
Sein künstlerisches Talent war allerdings wohl eher schwach ausgeprägt, anderen Meinungen zufolge schuf er hochwertige Stadt- und Szenerieansichten. Seine Werke erinnerten häufig an die Johan F. L. Dreiers.
1802 wurde seine Ehe geschieden. 1805 wurde er als Schullehrer wegen „Trunk und Unordnung“ entlassen. 1807 wurde er Malermeister mit privater Zeichenschule in Trondheim. Er lebte in sehr ärmlichen Verhältnissen und musste von Tür zu Tür ziehen, um seine Kunst an den Mann zu bringen. Am 25. Juni 1842 heiratete er in Trondheim in zweiter Ehe Anna Catharina Hartz. Er starb nur ein halbes Jahr später später im Alter von 74 Jahren ebendort. Sein Sohn Mathias Anton Dalager (1797–1837) wurde ebenfalls Künstler.

## Galerie

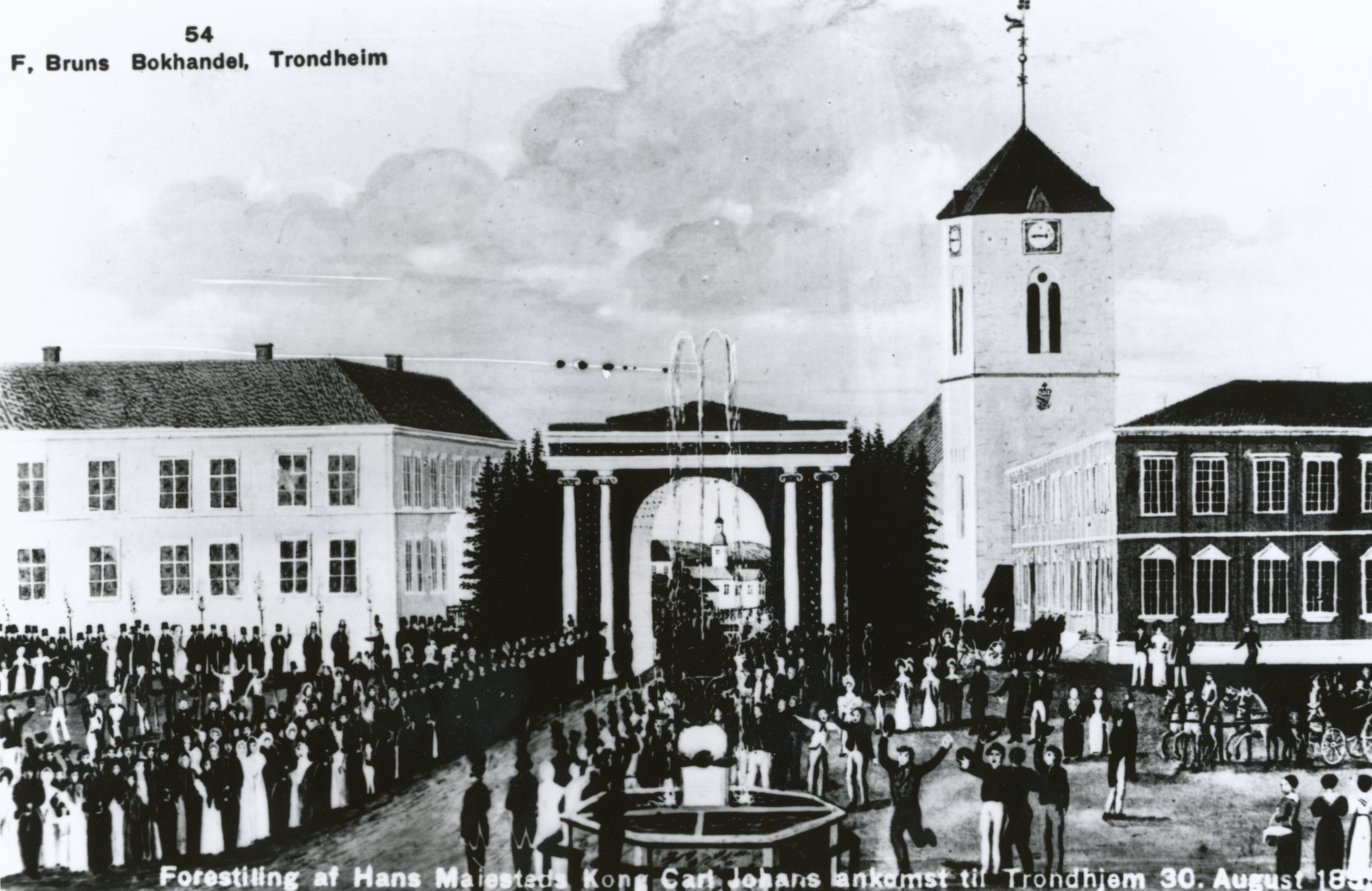
Darstellung der Ankunft von König Karl XIV. Johann in Trondheim am 30. August 1835
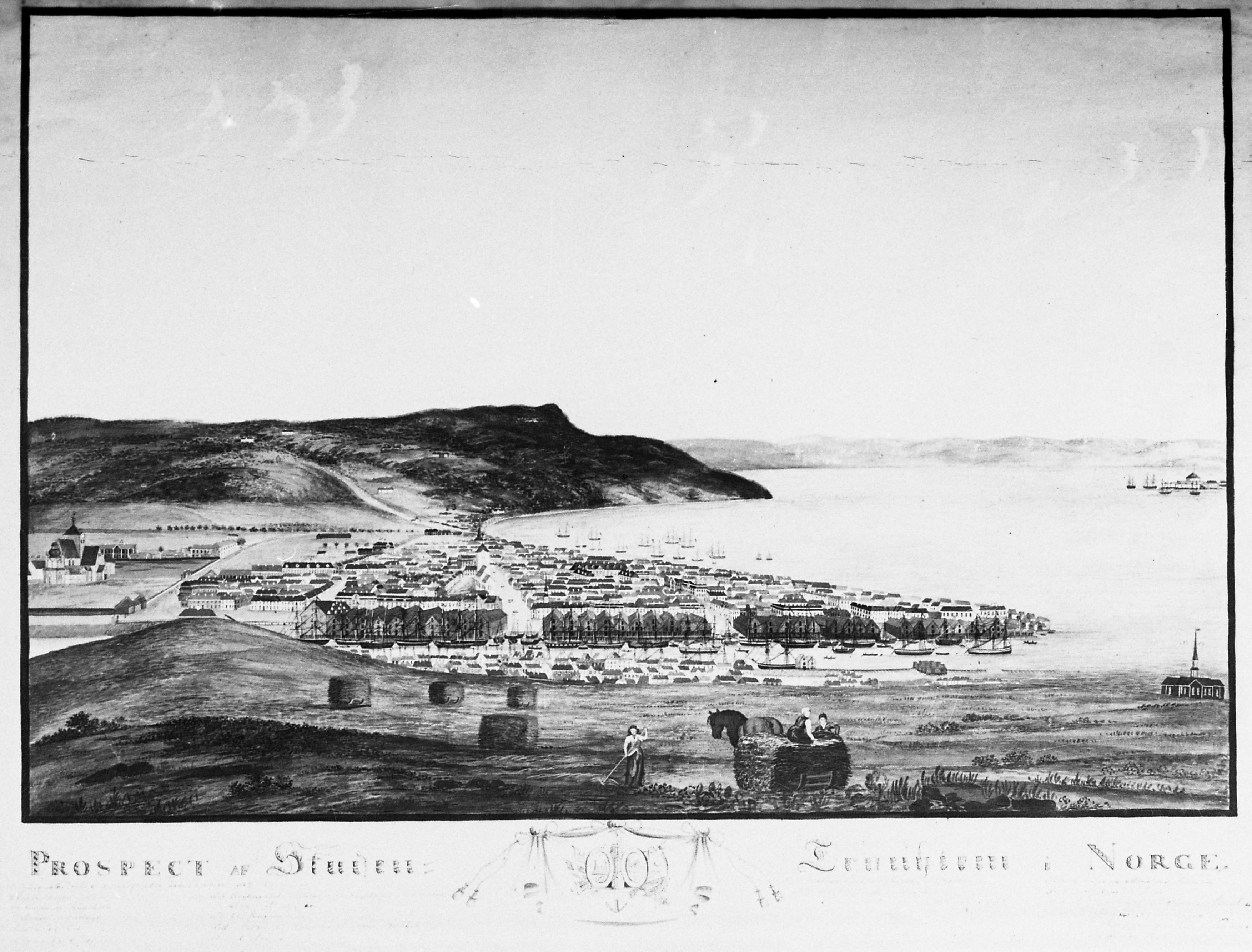
Prospekt von Trondheim um 1820
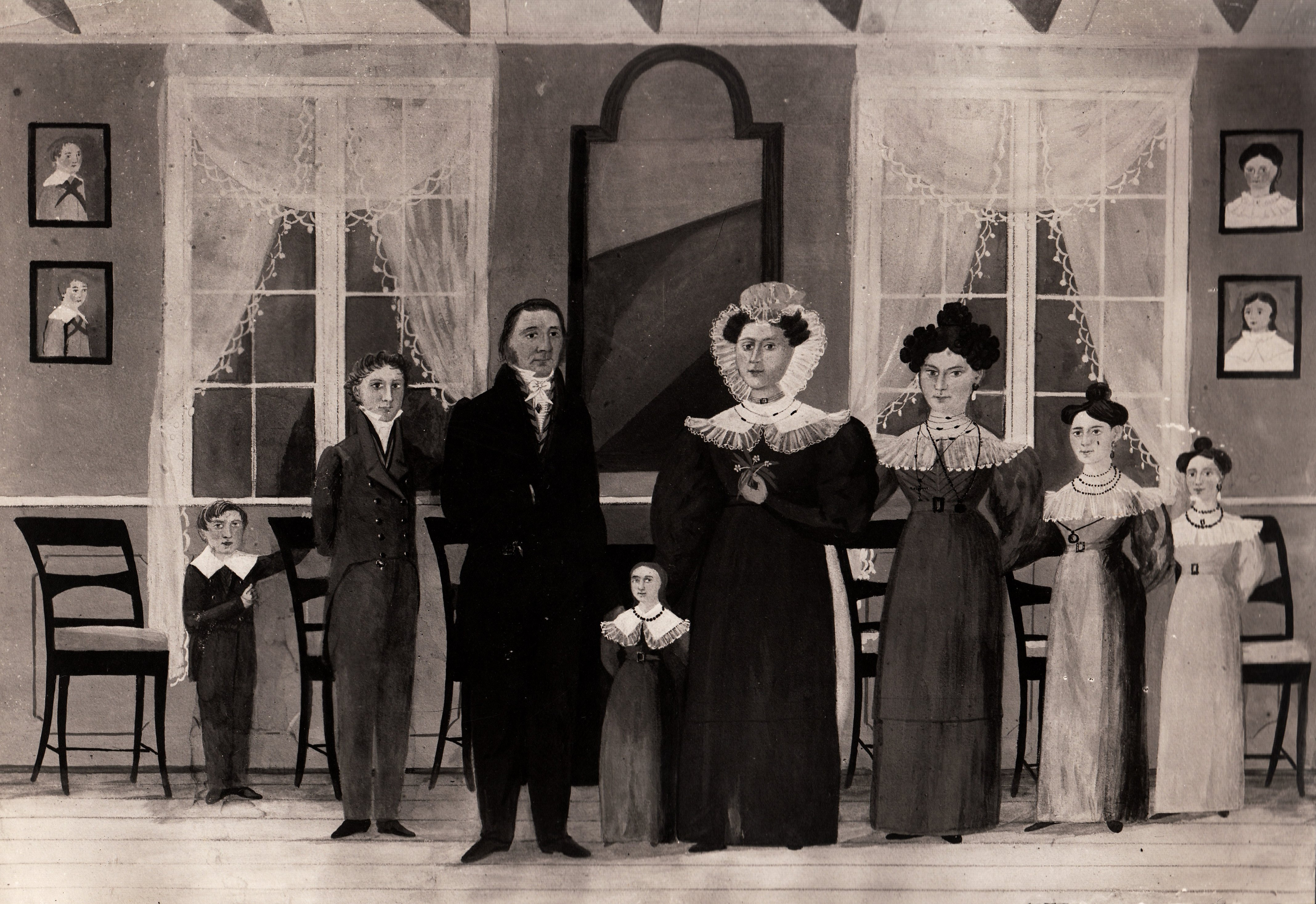
Gruppenporträt des Kaufmanns Ole Sommer und seiner Familie